# Chambre à part (film, 1989)
Pour les articles homonymes, voir Chambre à part.
Pour plus de détails, voir Fiche technique et Distribution.
Chambre à part est un film français réalisé par Jacky Cukier sorti en 1989.

## Synopsis
Martin et Gert mènent à Londres leur vie tranquille de correspondant français et de médecin. Lorsqu'ils rencontrent un couple étrange et fascinant, Marie et Francis. Ceux-là semblent à l'aise partout, festoyant sans cesse. Bref, ils ne s'ennuient pas. Martin et Gert ne tardent pas à tomber sous le charme, et d'en devenir les amants. Peu à peu, le vrai visage des trop beaux amants apparait et le voile de l'hypocrisie se lève.

## Fiche technique
- Titre : Chambre à part
- Réalisateur : Jacky Cukier
- Scénario : Serge Frydman et Jacky Cukier
- Dialogues : Serge Frydman
- Montage Son : Michel Klochendler
- Production : Flach Film, Solus Production

## Distribution
- Michel Blanc : Martin
- Lio : Marie
- Jacques Dutronc : Francis
- Frances Barber : Gert
- Roger Ashton-Griffiths : Harvey
- Engelbert Humperdinck : lui-même